# 도림초등학교
도림초등학교는 대한민국 경기도 구리시에 있는 공립 초등학교이다.

## 학교 연혁
- 1996년 9월 1일 개교(11학급)
- 2005년 1월 7일 학교 시설, 유치원, 화장실 리모델링
- 2006년 3월 1일 특수학급 1학급 설치 운영
- 2012년 7월 20일 사교육절감형 창의경영학교 최우수학교 표창
- 2013년 3월 1일 제7대 강병동 교장 취임
- 2014년 2월 10일 다목적실 리모델링
- 2015년 2월 13일 제18회 졸업식(남 25, 여 28, 계 53)
- 2015년 3월 1일 초등 14(1)학급, 유치원 2학급 편성

## 참고 자료
- 도림초등학교 - 한국교육학술정보원 학교알리미